# Ossengal
Ossengal is een naam voor de afscheiding van de cellen en de slijmklieren van lever en galblaas bij runderen. 
Het wordt gewonnen uit slachtafval. Ossengal wordt in de lever geproduceerd door biosynthese van galzuur met behulp van het enzym cytochroom P450.
Ossengal heeft een ingewikkelde samenstelling van galzuren, cholesterol, mucine, lecithine, porfyrine, galkleurstoffen en diverse anorganische zouten. Doordat het een efficiënte emulgator voor vetten en eiwitten is, wordt het als vlekkenreiniger gebruikt. Het verwijdert echter geen vlekken veroorzaakt door andere stoffen.
Ossengal wordt ook gebruikt als medium bij het verdunnen van onder andere plakkaatverf en is verkrijgbaar in tekenwinkels.